# Lovie Simone
Lovie Simone Oppong (Nova Iorque, 29 de novembro de 1998) é uma atriz norte-americana. Ela é mais conhecida por seu papel como Zora Greenleaf na série dramática da Oprah Winfrey Network, Greenleaf.

## Biografia
Simone nasceu na cidade de Nova Iorque no Bronx e foi criada em Condado de Orange, Nova Iorque. Sua mãe afro-americana e seu pai é ganense. Ela frequentou a Monroe-Woodbury High School desde o primeiro ano até o último ano. Ela tem uma irmã gêmea chamada Yuri, que é uma musicista conhecida como Reiyo The Giant e um irmão e uma irmã mais novos. Ela estudou em uma escola de atuação em Nova Iorque e mais tarde apareceu em um comercial nacional para JC Penney.

## Filmografia
| Ano       | Título                        | Papel           | Notas                             |
| --------- | ----------------------------- | --------------- | --------------------------------- |
| 2016–2020 | Greenleaf                     | Zora Greenleaf  | Elenco principal, 60 episódios    |
| 2017      | Orange Is the New Black       | Jasmin          | Episódio: "Sing It, White Effie"  |
| 2017      | Blue Bloods                   | Gina Walker     | Episódio: "The Forgetten"         |
| 2018      | Monster                       | Renee Pickford  |                                   |
| 2019      | Share                         | Jenna           |                                   |
| 2019      | Selah and the Spades          | Selah Summers   |                                   |
| 2020      | Social Distance               | Ayana           | Episódio: "Pomp and Circumstance" |
| 2020      | The Craft: Legacy             | Tabby           |                                   |
| 2021      | Power Book III: Raising Kanan | Davina Harrison | Elenco principal, 10 episódios    |
| 2022      | The Walk                      | Wendy Robbins   |                                   |